# Лозево
Лозево е село в Североизточна България. То се намира в община Шумен, област Шумен, на 8,4 км от град Шумен. Географските му координати са 43,3° северна ширина и 26,867° източна дължина.

## История
Известна на археолозите е селищна могила от средния и късния халколит, с диаметър 100 м и височина
5–6 м, разположена на 1 км северно от селото. Върху нея има съвременно гробище.
През османския период селото се нарича Дурмуш (Дурмушкьой). Според краеведа Георги Джумалиев, по време на Руско-турската война (1806 – 1812) близо до селото е убит шуменския български първенец и застъпник Хаджи Паню, а на мястото на неговото убийство негови родственици построяват чешма.
След Освобождението името на селото се появява в редовния печат преди парламентарните избори от 1896 г. Комисията, работила по преименуването на българските селища през 1931–1932 г. наименува селото Митрополит Симеон в прослава на Варненския и Преславския митрополит Симеон. То запазва това име до 1950, когато е преименувано на Лозево.

## Население
Численост на населението според преброяванията през годините:
| \| Година на преброяване \| Численост \| \| --------------------- \| --------- \| \| 1934 \| 670 \| \| 1946 \| 670 \| \| 1956 \| 546 \| \| 1965 \| 458 \| \| 1975 \| 387 \| \| 1985 \| 398 \| \| 1992 \| 337 \| \| 2001 \| 348 \| \| 2011 \| 332 \| \| 2021 \| 326 \| |           |
| Година на преброяване | Численост |
| 1934 | 670       |
| 1946 | 670       |
| 1956 | 546       |
| 1965 | 458       |
| 1975 | 387       |
| 1985 | 398       |
| 1992 | 337       |
| 2001 | 348       |
| 2011 | 332       |
| 2021 | 326       |

### Етнически състав

#### Преброяване на населението през 2011 г.
Численост и дял на етническите групи според преброяването на населението през 2011 г.:
|                     | Численост | Дял (в %) |
| Общо                | 332       | 100,00    |
| Българи             | 310       | 93,37     |
| Турци               | 10        | 3,01      |
| Цигани              | 5         | 1,50      |
| Други               |           |           |
| Не се самоопределят |           |           |
| Неотговорили        | 1         | 0,30      |

## Редовни събития
На 7 септември има Лозевски сбор.